# Championnat des îles Féroé de football 1991
Navigation
1. Deild 1990 1. Deild 1992
La saison 1991 du Championnat des îles Féroé de football était la 50e édition de la première division féroïenne à poule unique, la 1. Deild. Les dix meilleurs clubs du pays jouent les uns contre les autres à deux reprises durant la saison, à domicile et à l'extérieur. En fin de saison, les deux derniers du classement sont relégués et remplacés par les 2 meilleurs clubs de 2. Deild.
C'est le KÍ Klaksvík qui est sacré champion des îles Féroé cette saison après avoir terminé en tête du championnat, à égalité de points avec le B36 Tórshavn mais une meilleure différence de buts. Le GI Gota et le VB Vagur terminent 3e ex aequo. Le tenant du titre, le HB Torshavn, ne se classe que 6e, à 6 points du duo de tête. C'est le 16e titre du KÍ Klaksvík, mais le premier depuis 1972.
Cette saison marque un tournant dans l'histoire du football féroïen puisque pour la première fois, le champion et le vainqueur de la Coupe des îles Féroé obtiennent leur qualification pour les compétitions européennes. Le KÍ Klaksvík participera donc à la Ligue des champions 1992-1993 tandis que le B36 Tórshavn, vainqueur de la Coupe, est qualifié pour la Coupe des Coupes 1992-1993.
En revanche, pour la relégation le SI Sumba, promu, termine à la dernière place du classement et doit descendre en deuxième division ; il est accompagné par le MB Midvagur.

## Les clubs participants
- B36 Tórshavn
- B68 Toftir
- GI Gota
- HB Tórshavn - Tenant du Titre
- KÍ Klaksvík
- MB Midvagur
- NSI Runavik - Promu de 2. Deild
- SI Sumba - Promu de 2. Deild
- TB Tvoroyri
- VB Vagur

## Compétition

### Classement
Le barème de points servant à établir le classement se décompose ainsi :
- Victoire : 2 points
- Match nul : 1 point
- Défaite : 0 point

| Rang | Équipe           | Pts | J  | G  | N | P  | Bp | Bc | Diff |
| ---- | ---------------- | --- | -- | -- | - | -- | -- | -- | ---- |
| 1    | KÍ Klaksvík      | 24  | 18 | 10 | 4 | 4  | 31 | 19 | +12  |
| 2    | B36 Tórshavn (C) | 24  | 18 | 10 | 4 | 4  | 37 | 28 | +9   |
| 3    | GI Gota          | 23  | 18 | 10 | 3 | 5  | 38 | 27 | +11  |
| 4    | VB Vagur         | 23  | 18 | 10 | 3 | 5  | 29 | 19 | +10  |
| 5    | TB Tvoroyri      | 20  | 18 | 9  | 2 | 7  | 29 | 22 | +7   |
| 6    | HB Torshavn (T)  | 18  | 18 | 7  | 4 | 7  | 37 | 29 | +8   |
| 7    | B68 Toftir       | 16  | 18 | 4  | 8 | 6  | 17 | 21 | -4   |
| 8    | NSI Runavik (P)  | 15  | 18 | 6  | 3 | 9  | 18 | 25 | -7   |
| 9    | MB Midvagur      | 12  | 18 | 4  | 4 | 10 | 14 | 28 | -14  |
| 10   | SI Sumba (P)     | 5   | 18 | 2  | 1 | 15 | 19 | 51 | -32  |

|  | Qualification pour la Ligue des champions 1992-1993                                              |
|  | Qualification pour la Coupe des Coupes 1992-1993                                                 |
|  | Relégation en 2. Deild                                                                           |
|  | (T) Tenant du titre (C) Vainqueur de la Coupe des îles Féroé (P) Club promu de deuxième division |

### Résultats[n 1]
| Résultats (▼dom., ►ext.) | B36 | B68 | GÍG | HB  | KÍ  | MBM | NSÍ | SUM | TB  | VBV |
| B36 Tórshavn             |     | 3-1 | 3-2 | 1-1 | 0-3 | 6-0 | 1-1 | 2-1 | 5-2 | 2-3 |
| B68 Toftir               | 0-0 |     | 2-2 | 0-2 | 0-0 | 1-0 | 0-1 | 2-2 | 1-0 | 3-0 |
| GI Gota                  | 2-3 | 2-1 |     | 4-3 | 2-1 | 3-0 | 1-3 | 3-0 | 0-0 | 2-2 |
| HB Tórshavn              | 8-2 | 0-0 | 2-4 |     | 3-2 | 4-0 | 2-0 | 1-3 | 1-2 | 1-2 |
| KÍ Klaksvík              | 3-0 | 1-1 | 2-1 | 3-2 |     | 0-0 | 3-2 | 3-1 | 2-1 | 1-0 |
| MB Midvagur              | 0-2 | 1-1 | 1-2 | 0-0 | 1-2 |     | 1-0 | 3-0 | 1-0 | 2-3 |
| NSI Runavik              | 0-2 | 1-1 | 0-2 | 0-0 | 1-0 | 2-0 |     | 3-1 | 1-2 | 0-3 |
| SI Sumba                 | 1-3 | 3-2 | 1-3 | 1-4 | 1-3 | 0-4 | 1-2 |     | 1-3 | 1-2 |
| TB Tvoroyri              | 0-0 | 3-1 | 2-3 | 4-1 | 1-0 | 2-0 | 3-1 | 4-1 |     | 0-2 |
| VB Vagur                 | 1-2 | 0-1 | 1-0 | 1-2 | 2-2 | 0-0 | 2-0 | 4-0 | 1-0 |     |

## Bilan de la saison
| Championnat des îles Féroé de football 1991     |                         |
| Champion                                        | KÍ Klaksvík (16e titre) |
| Coupes et trophées                              |                         |
| Vainqueur de la Coupe des îles Féroé 1991       | B36 Tórshavn            |
| Qualifications continentales                    |                         |
| Ligue des champions 1992-1993 Tour préliminaire | KÍ Klaksvík             |
| Coupe des Coupes 1992-1993 Tour préliminaire    | B36 Tórshavn            |
| Promotions et relégations                       |                         |
| Promus en 1. deild                              | B71 Sandoy              |
| Promus en 1. deild                              | SIF Sandavagur          |
| Relégués en 2. deild                            | MB Midvagur             |
| Relégués en 2. deild                            | SI Sumba                |